# Tomasz Bartkiewicz
Tomasz Karol Bartkiewcz (ur. 4 września 1865 w Miejskiej Górce, zm. 25 marca 1931 w Gdyni) – polski kompozytor i organista, współzałożyciel wielkopolskiego Związku Kół Śpiewackich.
Początkowe wykształcenie muzyczne uzyskał w domu rodzinnym, następnie kształcił się u J. Figaszewskiego i Bolesława Dembińskiego w Poznaniu (dyrygentura, gra na organach). W 1884 został organistą i dyrygentem chóru kościelnego w Kościelcu koło Inowrocławia. W Pakości założył chór świecki i kościelny. W latach 1890–1897 był dyrygentem założonego przez siebie Towarzystwa Śpiewaczego "Lutnia" w Kościanie; współpracował z tamtejszym proboszczem Józefem Surzyńskim, będącym także kompozytorem i dyrygentem chórów. W 1905 Bartkiewicz przeniósł się do Ostrowa Wielkopolskiego, gdzie uczył muzyki w gimnazjum i własnej szkole muzycznej. Działał tam również jako organista, dyrygent chórów i orkiestr.
Doprowadził do wystawienia w Wielkopolsce siłami amatorskimi wielu wartościowych dzieł wokalno-instrumentalnych, m.in. utworów Moniuszki (Halka, Verbum nobile, III Litania Ostrobramska), Noskowskiego (Chata za wsią), Münchheimera (Powitanie słońca), Maszyńskiego, Żeleńskiego, Dembińskiego. Organizował koncerty symfoniczne i kościelne, wygłaszał odczyty, pisał artykuły muzyczne. Zorganizował wiele kół śpiewaczych, w 1892 współtworzył Związek Kół Śpiewackich na Wielkie Księstwo Poznańskie i był później jego dyrektorem artystycznym (od 1908). Organizował także kontakty z ruchem śpiewaczym spoza Wielkopolski, w 1914 w Poznaniu przewodniczył Zjazdowi Śpiewaczemu z udziałem ponad 3 tysięcy osób.
Komponował głównie utwory chóralne i chóralno-instrumentalne, zarówno dla potrzeb kościelnych, jak i świeckich. Niektóre kompozycje:
- Msza pasterska[1] (z polskimi kolędami)
- Hosanna (hymn na powitanie zmartwychwstałej Polski)
- Sielanka[2] (suita ludowa)
- Gloria in excelsis Deo (misterium Bożego Narodzenia)